# 胤禶
胤禶（1679年—1680年），清朝康熙帝的儿子，母贵人纳喇氏。
胤禶生于康熙十八年（1679年）二月三十，实际的十二子，但因早殇未序齿。《清史稿》称生母是通嫔纳喇氏，同母兄萬黼。《愛新覺羅宗譜》则称他与萬黼皆是贵人纳喇氏（昭格女）子。胤禶只活了十四个月，康熙十九年（1680年）四月初二，胤禶病死。